# Casa Zeyk din Cluj

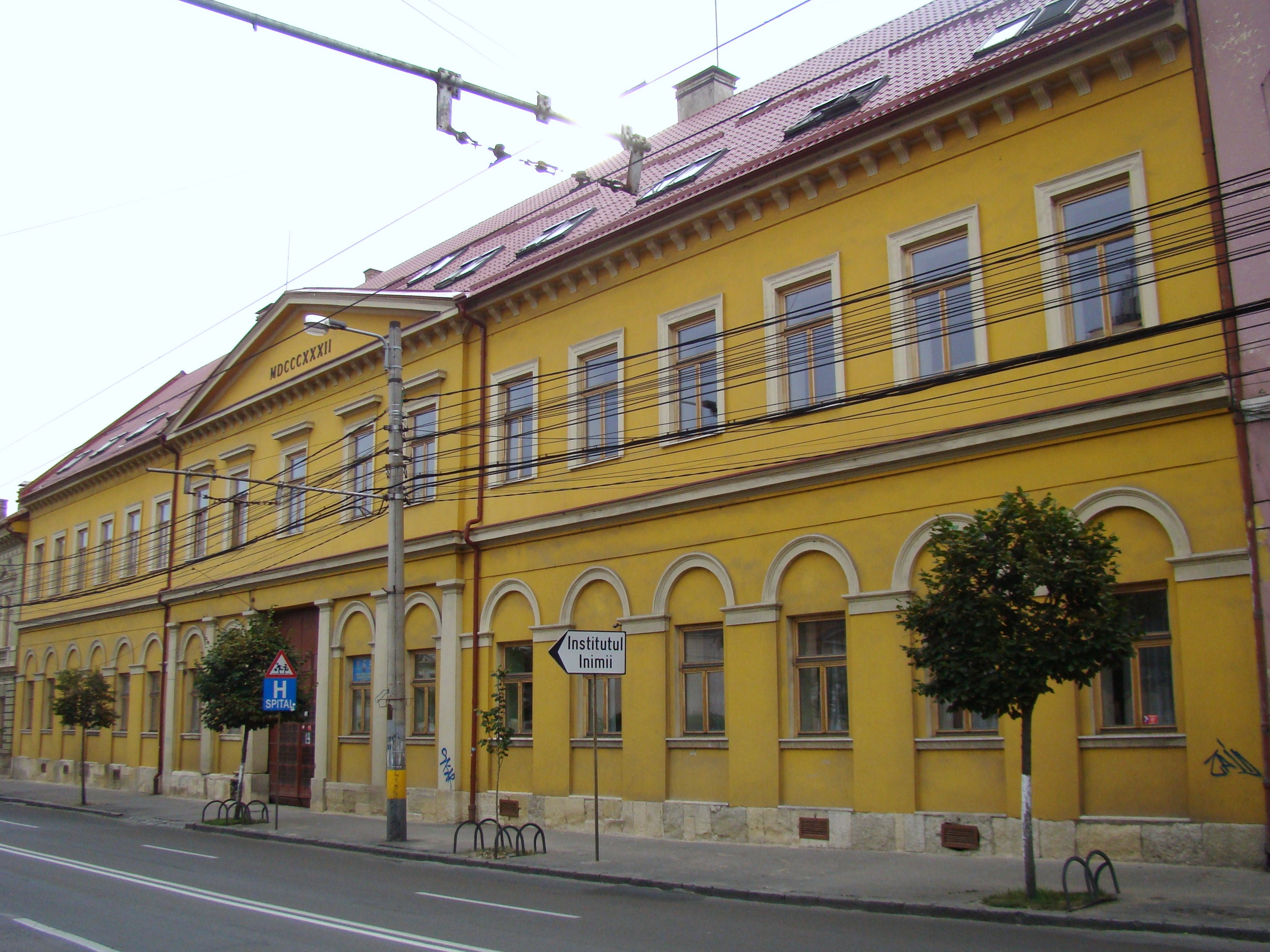
Seminarul Teologic greco-catolic “Sf. Ioan Evanghelistul” (fosta Casă Zeyk)

Casa Zeyk din Cluj , numită și „Casa farmaciștilor”, este un imobil situat pe str. Moților nr. 24 din municipiul Cluj. Clădirea a fost cumpărată de episcopul Iuliu Hossu în 1936, expropriată în 1948 și recuperată în 1990 într-o stare avansată de degradare. În edificiu se află în prezent Seminarul Teologic greco-catolic „Sf. Ioan Evanghelistul".
Clădirea a fost construită de contesa Sofia Teleki, văduva contelui József Teleki. Krisztina, fiica lor, s-a căsătorit cu József Zeyk și astfel casa a devenit cunoscută ca Teleki-Zeyk.